# Trapelus agnetae
Trapelus agnetae là một loài thằn lằn trong họ Agamidae. Loài này được Werner mô tả khoa học đầu tiên năm 1929.